# Caligus centrodonti
Caligus centrodonti är en kräftdjursart som beskrevs av Baird 1850. Caligus centrodonti ingår i släktet Caligus och familjen Caligidae. Arten har ej påträffats i Sverige. Inga underarter finns listade i Catalogue of Life.